# Perilitus marci
Perilitus marci är en stekelart som beskrevs av Haeselbarth 1999. Perilitus marci ingår i släktet Perilitus och familjen bracksteklar. Inga underarter finns listade i Catalogue of Life.